# حقوق الإنسان في أندورا
تحترم الحكومة في أندورا حقوق الإنسان بشكل عام، ويوفر القانون والقضاء وسائل فعالة في التعامل مع حوادث الإساءة الفردية. على أي حال، أُبلغ عن حالات احتجاز لفترات طويلة وحالات عنف مع النساء والأطفال.

## احترام سلامة الأفراد
لم ترد تقارير عن حالات قتل تعسفية أو غير قانونية قامت بها الحكومة أو عملاؤها، ولم ترد تقارير عن حالات اختفاء قسرية أيضًا.
يمنع كل من الدستور والقانون التعذيب والعقوبات القاسية، أو اللاإنسانية، أو المهينة، ولم يتم الإبلاغ عن تطبيق موظفين حكوميين لهذه الممارسات.
طابقت ظروف السجون المعايير الدولية بشكل عام، وسمحت الحكومة بزيارات لمراقبين مستقلين في مجال حقوق الإنسان. أفادت لجنة مناهضة التعذيب التابعة لمجلس أوروبا بأن بعض السجناء تعرضوا للركل أثناء اعتقالهم أو احتجازهم. أوصى التقرير بتعزيز الحماية ضد حالات سوء معاملة الأفراد قيد الاحتجاز.
يمنع الدستور والقانون حالات الاعتقال والاحتجاز التعسفية، والتزمت الحكومة عمومًا بهذه الممنوعات.
ليس لهذه الدولة قوات دفاعية، وتعتمد على إسبانيا وفرنسا في مجال الدفاع الخارجي. تُنظَم الشرطة الوطنية، وهي الوحيدة المسؤولة عن الأمن الداخلي، ضمن أربعة أقسام، وهي: الأمن العام، والدعم الفني، والحدود والمرور، والجرائم. لم يشكل الفساد مشكلة في العام المدروس، إذ توجد أحكام قانونية للتحقيق في مزاعم الفساد ومعالجتها في أي وقت. تلقى بعض رجال الشرطة تدريبات في دول أوروبية أخرى على مدى العام.
يحق للشرطة احتجاز الأفراد لمدة 48 ساعة بشكل قانوني دون اتهامهم بارتكاب جريمة ما. المذكرات مطلوبة في حالات الاعتقال. لا يمنح القانون الأفراد المعتقلين حق توكيل محام مباشرة، وتنص التشريعات على أن المساعدة القانونية تبدأ بعد مرور 25 ساعة على الاعتقال. يوجد نظام للكفالة. شكل الاحتجاز المطول مشكلة، وانتقده ديوان المظاليم. تتضمن قرابة 75% من قضايا الاحتجاز المطول أشخاصًا من خارج البلاد. ويشكل المحتجزون مطولًا نحو 30% من أعداد المساجين.
ينص الدستور والقانون على استقلالية السلطة القضائية، واحترمت الحكومة بشكل عام هذا البند أثناء التطبيق. تشمل السلطة القضائية محكمة الصلح وقصر العدل. بعد إصدار الحكم، توجد فترة مدتها 10 أيام للاستئناف في محكمة الصلح. بعد قبول طلب الاستئناف، يُرسل التقرير إلى القصر العدلي حيث يُطلب من الطرفين العودة خلال مدة أقصاها 15 يومًا. إن لم يظهر المستأنف أو الممثل القانوني في المحكمة خلال 15 يومًا، يُعتبر الاستئناف باطلًا. يُعتبر مجلس العدالة المكون من خمسة أعضاء الهيئة القضائية العليا. يعين كل من الأميران، ورئيس الحكومة، ورئيس البرلمان، وأعضاء المحاكم الأدنى إجمالًا، عضوًا واحدًا.
ينص كل من الدستور والقانون على الحق في محاكمة عادلة، ويعزز القضاء المستقل هذا الحق عمومًا. المحاكمات علنية ويمكن للمدعى عليهم طلب تشكيل لجنة محلفين، ويحق للمدعى عليهم تقديم دليل والتشاور مع محامي الدفاع. يُفترض أن المدعى عليهم أبرياء ويحق لهم استئناف الحكم.
لم ترد تقارير عن وجود سجناء أو معتقلين سياسيين.
يمنع الدستور والقانون التدخل التعسفي في الخصوصية، أوالعائلة، أوالمنزل، أو المراسلات، واحترمت الحكومة بشكل عام هذه الممنوعات.

## الحريات المدنية

### حرية التعبير والصحافة
ينص القانون والدستور على حرية التعبير والصحافة، واحترمت الحكومة بشكل عام هذه الحقوق عند التطبيق العملي. اجتمعت الصحافة المستقلة، والسلطة القضائية الفعالة، ونظام ديمقراطي سياسي فعال للتأكيد على حرية الصحافة والتعبير.
لم توجد قيود حكومية على الوصول إلى الإنترنت، ولم ترد تقارير عن مراقبة الحكومة للرسائل الإلكترونية أو غرف الدردشة. تمكن الأفراد والجماعات من المشاركة في التعبير عن وجهات نظرهم بطريقة سلمية عبر الإنترنت، ويشمل ذلك الرسائل الإلكترونية.
لم توجد تقييدات حكومية على الحرية الأكاديمية أو الفعاليات الثقافية.

### حرية التجمع السلمي وتأسيس الجمعيات
ينص الدستور والقانون على حرية التجمع وتأسيس الجمعيات، واحترمت الحكومة بشكل عام هذه الحقوق عند التطبيق العملي.

### حرية الدين
ينص الدستور والقانون على حرية الدين، واحترمت الحكومة بشكل عام هذه الحقوق أثناء التطبيق العملي. وفقًا للدستور، توجد صلة وثيقة بين الكنيسة الرومانية الكاثوليكية والحكومة، وعلى أي حال، لم تتلق الكنيسة الكاثوليكية إعانات مباشرة من الحكومة.
لم ترد تقارير عن وجود أحداث معادية للسامية ضد المجتمع اليهودي البالغ عدده قرابة 300 يهودي.

### حرية التنقل داخل البلاد، والسفر خارجها، والهجرة منها، والعودة إليها
ينص الدستور والقانون على هذه الحقوق، واحترمتها الحكومة بشكل عام أثناء التطبيق العملي.
يمنع الدستور والقانون النفي الجبري، ولم تطبقه الحكومة أبدًا.
لا ينص القانون على منح حق وحالة اللجوء وفقًا لاتفاقية الأمم المتحدة لعام 1951 المتعلقة بحالة اللجوء وبروتوكولاتها لعام 1967، ولم تنشئ الحكومة نظامًا لتقديم الحماية للاجئين. لم تقدم الحكومة حق اللجوء، وعلى أي حال، تعاونت مع المفوضية السامية للأمم المتحدة لشؤون اللاجئين وغيرها من المنظمات الإنسانية لمساعدة اللاجئين. بناءً على طلب الحكومة الإسبانية، قبلت الحكومة خمسة لاجئين إريتيريين كانوا جزءاً من مجموعة أُنقذت من سفينة هائمة في البحر الأبيض المتوسط. صرحت الحكومة أنها قبلت المجموعة لأسباب إنسانية.

## الحقوق السياسية
ينص الدستور والقانون على حق المواطنين بتغيير حكومتهم بطريقة سلمية، ومارس المواطنون هذا الحق فعليًا في انتخابات دورية، وحرة ونزيهة أُقيمت على أساس اقتراع عام.
اعتُبرت انتخابات المجلس العام في أبريل من عام 2005 انتخابات حرة ونزيهة وسمحت للحزب الليبرالي المحافظ في أندورا بالبقاء في السلطة. تمكن الأفراد والأحزاب من إعلان ترشيحهم بحرية ومن الترشح للانتخابات. كانت ثماني نساء في المجلس العام المكون من 28 عضوًا، وثلاث نساء في مجلس الوزراء المؤلف من 11 عضوًا. لم يكن هناك أعضاء من الأقليات في المجلس العام أو مجلس الوزراء.
لم ترد تقارير عن وجود فساد في الحكومة في ذلك العام.
ينص القانون على إمكانية وصول الشعب إلى معلومات الحكومة، وسمحت الحكومة بوصول المواطنين وغير المواطنين، ومن ضمنهم الأجانب بشكل فعلي إليها.

## موقف الحكومة من التحقيق الدولي وغير الحكومي للانتهاكات المزعومة لحقوق الإنسان
عملت العديد من مجموعات حقوق الإنسان الدولية والمحلية بشكل عام دون قيود حكومية، وكانت تحقق في قضايا تخص حقوق الإنسان وتنشرها. كان موظفو الحكومة متعاونين ومستجيبين لوجهات نظرهم.
كان ديوان المظاليم يتلقى الشكاوى ويعالجها، كانت بعض هذه الشكاوى ضد سياسة الحكومة. كان ديوان المظاليم غير خاضع لسيطرة الحكومة، وكانت الحكومة تستجيب بشكل عام لتوصياته. ديوان المظاليم، الذي انتُخب بموافقة كل الأحزاب السياسية، مفوض لسماع الشكاوى التي يقدمها أفراد ضد موظفين أو وكالات حكومية والتحقيق فيها. نصح ديوان المظاليم الحكومة باتباع توصيات منظمة الصحة العالمية المتعلقة بتصاريح العمل والإقامة للمهاجرين. يعتبر ديوان المظاليم رفض الحكومة منح تصاريح للأشخاص المصابين بأمراض معينة، من بينهم المصابين بفيروس نقص المناعة المكتسبة، فعل قد ينتهك حقوق الإنسان.
شكلت كل من منظمة أندوران العالمية للنساء، ومؤسسة كاريتاس الدولية، ومنظمة أندوران للمرأة «منصة لحقوق الإنسان» في شهر يناير بهدف ضمان التقيد بحقوق الإنسان في البلاد.